# آندرانیک چالابیان
آندرانیک چالابیان (ارمنی: Անդրանիկ Չալաբյան; زاده ۱۱ مارس ۱۹۲۲ – درگذشته ۱۲ آوریل ۲۰۱۱) تاریخ‌نگار، نقشه‌نگار و تصویرگر پزشکی اهل ارمنستان که چندین جلد کتاب دربارهٔ تاریخ ارمنستان تألیف نموده‌است. مهمترین اثر وی کتاب زندگینامه ژنرال آندرانیک اوزانیان می‌باشد.

## زندگی‌نامه
وی در ۱۱ مارس ۱۹۲۲ در کسب، سوریه به دنیا آمد پس از فارغ‌التحصیلی از Armenian Evangelical School در کالج حلب تحصیل نمود. در تابستان ۱۹۴۹ چالابیان پس از پذیرفتن سمتی در دپارتمان روانشناسی دانشگاه آمریکایی بیروت (AUB) به بیروت نقل مکان نمود. در سال ۱۹۷۷ چالابیان به همراه خانوده اش به دیترویت، ایالات متحده آمریکا مهاجرت نمود. در سال ۱۹۸۴ وی نخستین کتاب تاریخی خویش «General Andranik and the Armenian Revolutionary Movement» را به چاپ رسانید. در سال ۱۹۸۹ دپارتمان تاریخی دانشگاه دولتی ایروان دکترای تاریخ به وی اعطا نمود. وی در ۱۲ آوریل ۲۰۱۱ در سن ۸۹ سالگی در ساوت‌فیلد، میشیگان درگذشت.

## تالیفات
- General Andranik and the Armenian Revolutionary Movement (1984)
- Revolutionary Figures (1991)
- Armenia After Coming of Islam
- Dro